# Fulton, Mississippi
Fulton är administrativ huvudort i Itawamba County i Mississippi. Orten har fått sitt namn efter uppfinnaren Robert Fulton. Elvis Presleys far Vernon Presley var född i Fulton.